# (9940) 1988 VM3
(9940) 1988 VM3 (1988 VM3, 1978 NV4) — астероїд головного поясу, відкритий 11 листопада 1988 року.
Тіссеранів параметр щодо Юпітера — 3,669.